# William Prest
William Prest (York, 1 de abril de 1832-Sheffield, 10 de febrero de 1885) fue un jugador de críquet y futbolista inglés. Vivió buena parte de su vida en Sheffield, donde se convirtió en cofundador del Sheffield Football Club y fue capitán del Sheffield Cricket Club (también conocido como Yorkshire). También participó en la formación de un regimiento local, los Hallamshire Rifles, en el que sirvió durante la mayor parte de su vida.

## Biografía
William era hijo de John y Arabella Prest y se trasladó con ellos a Sheffield cuando su hermano John Beevor Prest compró un negocio de vinos. Allí se convirtió en un destacado jugador de críquet y jugó al cricket para Sheffield en 16 ocasiones entre 1852 y 1862. Anotó 286 carreras con un promedio de 10,21 como bateador y consiguió un total de 3 terrenos para 69 carreras como lanzador. Los 3 terrenos llegaron en el mismo partido.
En el invierno de 1854, Prest asistió a la reunión en el Hotel Adelphi en Arundel Gate cuando el Sheffield Cricket Club acordó arrendar un nuevo terreno al Duque de Norfolk junto a Bramall Lane.
También jugó para "The Eleven" contra "The Twenty-two" en el primer partido de cricket en el lugar el 30 de abril de 1855. Joseph Rowbotham lo derribó en la primera entrada sin anotar una carrera y, por lo tanto, se convirtió en el primer jugador en anotar un pato en el suelo.
Prest fue cofundador del Sheffield FC y de las Reglas de Sheffield para el fútbol. Participó en partidos de fútbol disputados por Sheffield CC desde 1855. Dos años después, en 1857, él y Nathaniel Creswick decidieron fundar un club de fútbol. El club se formó oficialmente el 24 de octubre y Prest se convirtió en uno de los vicepresidentes. El club también estableció una reunión anual de atletismo que se celebrará al final de cada temporada. En el evento inaugural, presenciado por una cantidad de 4.000 personas, Prest se destacó y ganó un total de 12 eventos.
En 1859, William Prest participó en la formación del segundo West Yorkshire Rifles, más conocido como Hallamshire Rifles. Estuvo involucrado con el batallón hasta su muerte y llegó a ascender al rango de teniente coronel. Falleció el 10 de febrero de 1885, a los 52 años debido a una convulsión provocada por la rotura de un vaso sanguíneo. Su funeral fue hecho en el cementerio general de Sheffield tres días después con todos los honores militares.